# Begonia marnieri
Espèce
Begonia marnieri est une espèce de plantes de la famille des Begoniaceae.
L'espèce fait partie de la section Nerviplacentaria.
Elle a été décrite en 1983 par Monique Keraudren (1928-1981).

## Répartition géographique
Cette espèce est originaire du pays suivant : Madagascar.